# Dombasle-en-Xaintois
Dombasle-en-Xaintois – miejscowość i gmina we Francji, w regionie Grand Est, w departamencie Wogezy.
Według danych na rok 1990 gminę zamieszkiwało 139 osób, a gęstość zaludnienia wynosiła 29 osób/km² (wśród 2335 gmin Lotaryngii Dombasle-en-Xaintois plasuje się na 906. miejscu pod względem liczby ludności, natomiast pod względem powierzchni na miejscu 1029.).